# Рабинович, Оскар Маркович
Оскар Маркович Рабинович (1897, Брест-Литовск Гродненской губернии — 1978, Харьков) — советский учёный в области теплотехники. Профессор. Кандидат технических наук.

## Биография
В 1923 окончил Харьковский технологический институт. С 1927 работал в Институте Промтеплоэнергетики (теперь — Украинский научно-исследовательский институт промышленной энергетики). С 1930 доцент кафедры теплотехники Харьковского механико-машиностроительного института (с 1930), одновременно  –  заведующий теплотехническим отделом Института промышленной энергетики (1934–1941). В 1934-1941 заведующий кафедрой теплотехники Харьковского механико-машиностроительного института и в 1941-1949 — одноимённой кафедры Московского механического института. Вернувшись в Харьков (в 1949) заведовал кафедрой парогенераторостроения котлостроения Харьковского технологического института (до ухода на пенсию в 1972). Член Учёного совета Харьковского Политехнического Института.

## Научные труды
- "Котельные агрегаты" [Текст] : [Учеб. пособие для вузов]. - Москва ; Ленинград : Машгиз. [Ленингр. отд-ние], 1963.
- "Исследование смерзаемости украинских бурых углей" (Науч. зап. ХММИ, т. 11, вып. 1, 1948);
- "Задачи и упражнения по технической термодинамике" (Москва, 1948);
- "Расчеты на прочность элементов котельных агрегатов" (Харьков, 1951);
- "Сборник задач по технической термодинамике" (Москва, 1949, 1953, 1957, 1959, 1969);
- "Повышение КПД котлоагрегата, работающего на антрацитовой пыли" (Журн. "Электр. станции", 1954, № 11).